# Dissodactylus glasselli
Dissodactylus glasselli is een krabbensoort uit de familie van de Pinnotheridae. De wetenschappelijke naam van de soort is voor het eerst geldig gepubliceerd in 1944 door Rioja.